# Fabrizio Moro
Fabrizio Moro, pseudonimo di Fabrizio Mobrici (Roma, 9 aprile 1975), è un cantautore e regista italiano.
Attivo dal 1996, nell'arco della sua carriera ha pubblicato tredici album, di cui nove in studio, uno dal vivo e tre raccolte.
Ha partecipato a sette Festival di Sanremo, vincendo nel 2007 con Pensa nella sezione Giovani e nel 2018 con Non mi avete fatto niente nella categoria Big in coppia con Ermal Meta. Ha al suo attivo anche una partecipazione all'Eurovision Song Contest 2018, una al Festivalbar 2007 e quattro al Summer Festival dal 2015 al 2018, due Wind Music Awards e un SEAT Music Awards.
Nel corso della sua carriera come cantante e autore ha venduto in Italia oltre 1,5 milioni di album e singoli, conquistando complessivamente 12 dischi di platino e 8 dischi d'oro.

## Biografia

### Primi anni
Nato a Roma nel quartiere periferico di San Basilio, da padre calabrese e madre romana. Ha studiato cinematografia presso l'Istituto statale di istruzione superiore Roberto Rossellini. Successivamente si trasferisce con tutta la famiglia a Guidonia Montecelio nel quartiere di Setteville per poi stabilirsi a Sant'Angelo Romano e infine a Formello. Per anni si esibisce dal vivo con numerosi gruppi musicali giovanili in locali e pub, presentando un repertorio pop rock alternato a cover dei Doors, Guns N' Roses e U2.
In un'intervista rilasciata al settimanale Di più, ha dichiarato di aver abusato di alcol e droga dai 18 ai 27 anni. La decisione di disintossicarsi giunse a seguito delle analisi del sangue e della paura di morire, rinforzata da un temporaneo disturbo di tipo ipocondriaco.

### Gli esordi
Nel 2000 pubblica il suo primo singolo Per tutta un'altra destinazione.
Il primo album, l'omonimo Fabrizio Moro, viene pubblicato nel 2000, anno in cui partecipa per la prima volta al Festival di Sanremo nella sezione Giovani con il brano Un giorno senza fine con il quale si è classificato tredicesimo.
Nel 2004, insieme ad altri esponenti della canzone italiana, partecipa alla raccolta Italianos para siempre con i brani Situaciones de la vida e Linda como eres. Sempre nello stesso anno esce il singolo Eppure pretendevi di essere chiamata amore, il cui videoclip è stato anche in concorso al Fandango Festival 2004. Nel 2005 esce il singolo Ci vuole un business, utilizzato anche dalla Croce Rossa Italiana per le proprie campagne sociali e che viene inserito nel secondo album Ognuno ha quel che si merita, pubblicato nello stesso anno.

### Pensa(2007)
Nel 2007 partecipa alla 57ª edizione del Festival di Sanremo nella categoria Giovani con il brano Pensa, dedicato alle vittime della mafia, vincendo la manifestazione e aggiudicandosi anche il Premio Mia Martini della Critica. Moro ha sempre rifiutato l'etichetta di "cantautore impegnato" che i giornalisti gli stavano attribuendo dopo questa canzone, per la quale viene girato un videoclip diretto da Marco Risi, che vede la partecipazione di Rita Borsellino e di molti attori del film Mery per sempre, diretto dallo stesso Risi nel 1989, il quale video lo porta alla vittoria del Premio Roma Videoclip 2007.

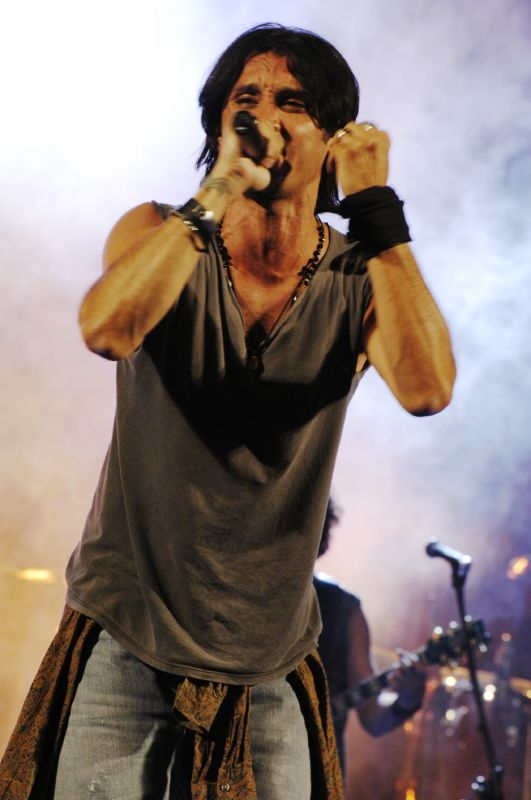
Fabrizio Moro in concerto nel 2007

Il 1º marzo 2007 è stato pubblicato il terzo album in studio Pensa, certificato disco di platino come l'omonimo singolo. Sempre nel 2007 gli viene assegnato il Premio Lunezia per il valore Musical-Letterario dell'album Pensa. Inoltre riceve i premi Radio & Stampa e TV Sorrisi e Canzoni. Il 18 maggio 2007 esce il singolo Fammi sentire la voce, con il quale Moro si esibisce nell'estate nelle due tappe di Milano e Catania del Festivalbar 2007. Nello stesso anno si esibisce anche sul palco dell'Heineken Jammin' Festival e partecipa al TRL - Total Request Live on Tour 2007.
Successivamente esce il singolo Parole rumori e giorni, il cui video lo riporta alla vittoria del Premio Roma Videoclip 2007. Sempre nell'estate del 2007 Fabrizio Moro presenta dal vivo il nuovo album in alcuni eventi estivi, tra i quali il più importante è la partecipazione, come supporter, al tour di Vasco Rossi.
Nello stesso anno si esibisce con Claudio Baglioni al festival lampedusano di O' Scià.

### Domani(2008)
Nel 2008 Moro partecipa alla 58ª edizione del Festival di Sanremo con la canzone Eppure mi hai cambiato la vita, classificandosi al terzo posto nella sezione Campioni. In una delle tre serate si è esibito con il frontman degli Stadio, Gaetano Curreri, per reinterpretare il pezzo in gara. Il video del brano sanremese vince anch'esso il Premio Roma Videoclip 2008.
Il 29 febbraio 2008, in concomitanza con il Festival, esce il quarto album Domani, certificato disco d'oro e promosso anche dal singolo Libero, utilizzato anche come colonna sonora della prima serie del telefilm I liceali. Il 4 luglio 2008 Fabrizio Moro fa il suo esordio in un concerto live nella cornice del Rock in Roma.
In questo anno partecipa nuovamente al TRL - Total Request Live on tour 2008 e per la prima volta al Radionorba Battiti Live. Partecipando anche al Venice Music Awards vince la categoria Rivelazione Sanremo 2007/2008.

### BarabbaeAncora Barabba(2009-2010)
Nel 2009 prende parte al Festival di Sanremo in qualità di ospite in occasione della serata dei duetti, cantando con Fausto Leali il brano Una piccola parte di te. Sempre nello stesso anno Fabrizio collabora nuovamente con Gaetano Curreri alla lavorazione del nuovo album degli Stadio, scrivendo e cantando per loro la canzone Resta come sei. Il 22 maggio dello stesso anno esce il singolo Il senso di ogni cosa che anticipa il suo primo EP intitolato Barabba, uscito il 5 giugno 2009. Per l'EP era previsto anche un secondo singolo, l'omonimo Barabba, rifiutato tuttavia dalle radio a causa delle tematiche affrontate in esso.
Il 17 agosto 2009 nasce il suo primo figlio. Durante la stessa estate partecipa al Radionorba Battiti Live. Il tour, iniziato a giugno si chiude ufficialmente a Roma il 3 dicembre con il concerto live a "Stazione Birra". Moro inoltre partecipa insieme alla Nazionale italiana cantanti a interpretare La canzone del sole, La forza della vita e Si può dare di più, brani utilizzati in operazioni benefiche.
Nel 2010 partecipa alla 60ª edizione del Festival di Sanremo con il brano Non è una canzone, nella categoria Artisti. La canzone viene esclusa dal festival alla quarta serata dopo l'esibizione con Jarabe De Palo e DJ Jad, assieme a quella di Enrico Ruggeri. Il 19 febbraio 2010, in concomitanza con il Festival, è uscito il sesto album, intitolato Ancora Barabba. L'album va a completare il primo EP uscito a giugno del 2009 (infatti nel disco, oltre a sette inediti, due tracce Live registrate durante il concerto di chiusura del tour 2009 e una traccia il cui testo è scritto da Roberto Roversi e la musica a cura di Gaetano Curreri, sono presenti anche le tracce dell'album Barabba).
Nell'estate del 2010 il cantautore è impegnato in un tour che lo ha portato in giro per le piazze italiane e che si è concluso il 19 novembre con il concerto all'Atlantico di Roma, in cui viene registrato anche il suo primo DVD Live.
Il 4 dicembre 2010 il cantautore romano riceve a Foggia il premio Solidarietà e Impegno Civile 2010 per l'impegno in diverse campagne sociali.

### Atlantico Live(2011)
Nel 2011 Fabrizio Moro abbandona la Warner Music Italy e fonda la sua etichetta discografica indipendente La Fattoria del Moro Publishing. Il 23 settembre 2011, esce il singolo Respiro, il quale è stato utilizzato come sigla di apertura di Sbarre; il successivo 4 novembre esce in rotazione radiofonica il secondo singolo Fermi con le mani, dedicato alla vicenda di Stefano Cucchi e impiegato come la sigla finale del documentario 148 Stefano - Mostri dell'inerzia che ha partecipato al Festival Internazionale del Film di Roma come concorso esterno. Nella stessa serata della presentazione Moro ha eseguito una versione della canzone solo chitarra dopo la visione del documentario.
L'8 novembre 2011 esce l'album dal vivo Atlantico Live, composta da 2 CD e un DVD contenenti il concerto registrato all'Atlantico di Roma l'anno precedente e i due singoli.

### L'esperienza da autore (2012)
Nel 2012 Fabrizio Moro partecipa come autore al 62º Festival di Sanremo, scrivendo per Noemi il brano Sono solo parole, classificatosi al terzo posto. Il 24 agosto 2012 esce in rotazione radiofonica Se non è amore, altro singolo scritto dal cantautore per Noemi, che anticipa la prima raccolta dal vivo della cantante, nel quale è presente l'altro inedito Buongiorno alla vita, scritto sempre da Moro.
Il 12 ottobre 2012 esce in radio I nostri anni degli Stadio, che Fabrizio Moro ha composto e cantato con il gruppo. Il 24 novembre 2012 il cantautore, insieme ad altri ospiti, prende parte a Roma al "Friendly Gala Stadio", l'evento concerto degli Stadio per festeggiare i loro trenta anni di carriera.
Nel 2013 collabora con il gruppo indie rock Il Parto delle Nuvole Pesanti, scrivendo e cantando con loro il brano Crotone, in uscita come singolo il 6 marzo 2013, nel quale partecipa anche al videoclip. Il 1º aprile esce il nuovo album del gruppo indie rock kuTso, nel quale Moro partecipa assieme a Pier Cortese, Pierluigi Ferrantini (Velvet) e Adriano Bono (ex dei Radici nel Cemento), alla versione Aiutatemi - Kutso & friends version della band contenuta nell'album.
Partecipa come autore all'album Schiena di Emma Marrone, con il brano intitolato La mia felicità.

### L'inizio(2013-2014)
Il 19 aprile 2013 esce il singolo Sono come sono, primo estratto dal nuovo album in studio di Moro, L'inizio. Nell'album è presente anche una traccia dedicata a Giulio Andreotti.
L'11 maggio 2013 parte da Caramanico Terme il tour 2013 del cantautore denominato L'inizio Tour. Il 7 settembre 2013, in occasione di una tappa del tour, Fabrizio annuncia la nascita della sua secondogenita. Il 28 dello stesso mese, a Faenza nell'ambito del Meeting delle Etichette Indipendenti edizione 2013 MEI 2.0, gli viene assegnato il premio speciale Pivi (Premio italiano videoclip indipendente) per il brano–videoclip Pensa in quanto miglior video antimafia di sempre e divenuto uno dei brani di riferimento e colonna sonora della resistenza antimafia. Il 13 dicembre 2013 viene pubblicato su YouTube il video del brano Babbo Natale esiste, sempre tratto da L'inizio.
Il 23 maggio 2014 si esibisce in piazza San Giovanni a Roma per la chiusura della campagna elettorale per le elezioni Europee del Movimento 5 Stelle. Il successivo 9 giugno inizia il terzo giro del suo tour L'inizio tour con tappa in Emilia Romagna.

### Via delle Girandole 10e Festival di Sanremo (2015-2016)
Il 3 marzo 2015 esce il singolo Acqua, che anticipa l'uscita del lavoro discografico Via delle Girandole 10, pubblicato il 17 marzo 2015. L'album esordisce nella Top 10 della classifica FIMI degli album più venduti in Italia. All'interno è presente una traccia cantata insieme ai Modena City Ramblers. Dopo l'uscita dell'album il cantautore è impegnato nel nuovo tour che lo porterà a suonare nei maggiori teatri d'Italia. Il 25 luglio 2015 l'album ottiene il Premio Lunezia 2015 per il valore musical-letterario.
Nel giugno 2015 il cantante partecipa alla terza edizione del Summer Festival con il brano Alessandra sarà sempre più bella, ottenendo una nomination per il Premio RTL 102.5 - Canzone dell'estate.
Nel 2015 Fabrizio Moro partecipa come professore alla trasmissione televisiva Amici di Maria De Filippi. A febbraio 2016, in tale ambito, presenta il suo inedito Un'altra vita, che viene assegnato all'alunna Elodie. Il 20 maggio dello stesso anno viene pubblicato l'album di debutto della cantante, Un'altra vita, che contiene un ulteriore brano scritto da Moro, Giorni spensierati.
Nel 2016 il cantautore partecipa nuovamente come autore al 66º Festival di Sanremo, scrivendo il brano Finalmente piove per Valerio Scanu. Il 15 aprile 2016 esce il singolo Sono anni che ti aspetto, accompagnato da un video che vede la partecipazione di Massimiliano Varrese, mentre dal successivo 28 aprile parte dal PalaLottomatica di Roma il Fabrizio Moro Live 2016, in questa tappa è presente Fiorella Mannoia come ospite. Il 1º maggio 2016 partecipa al Concerto del Primo Maggio.
Il 20 maggio la NAR International pubblica in digitale Il meglio di Fabrizio Moro - Grandi successi, una raccolta delle canzoni più popolari del cantautore dall'album Fabrizio Moro ad Ancora Barabba. La stessa etichetta discografica pubblica in questo periodo una riedizione del primo album Fabrizio Moro del 2000, il quale era fuori catalogo dal 2007. Nello stesso periodo viene pubblicato l'album di Gianluca Grignani Una strada in mezzo al cielo, nel quale è presente un brano in duetto con l'artista, + famoso di Gesù.
Nel giugno 2016 il cantautore partecipa alla quarta edizione del Summer Festival con il brano Sono anni che ti aspetto. Il 29 settembre 2016, in occasione dei 110 anni della Confederazione Generale Italiana del Lavoro (CGIL) prende atto a piazza del Popolo, l'ultima tappa del Fabrizio Moro Live 2016, poi, partecipa come autore al nuovo album di inediti di Fiorella Mannoia con i brani I pensieri di Zo e I miei passi i cui due ultimi album sono stati prodotti da Pier Cortese.
A novembre 2016 viene confermato come professore alla trasmissione televisiva Amici di Maria De Filippi.

### Pace, vittoria al Festival di Sanremo eParole rumori e anni(2017-2018)
Nel febbraio 2017 ha partecipato al sessantasettesimo Festival di Sanremo con il brano Portami via, giungendo in finale e piazzandosi al settimo posto. Con questo brano vince il premio Lunezia come miglior testo e videoclip. Il 10 marzo 2017 viene pubblicato l'album Pace, che viene presentato con tre appuntamenti live: 20 aprile 2017 al Fabrique di Milano e 26 e 27 maggio 2017 al PalaLottomatica di Roma. Si esibisce in serata al Concerto del Primo Maggio con la sua band, cantando: Tutto quello che volevi, Libero, Alessandra sarà sempre più bella e  Portami via.
Dopo il tour estivo, Fabrizio continua a lavorare al nuovo progetto discografico che contiene i suoi brani più famosi riarrangiati ed alcuni dei pezzi scritti per altri artisti. Intanto il 27 ottobre esce il singolo La felicità, tratto dall'album Pace.

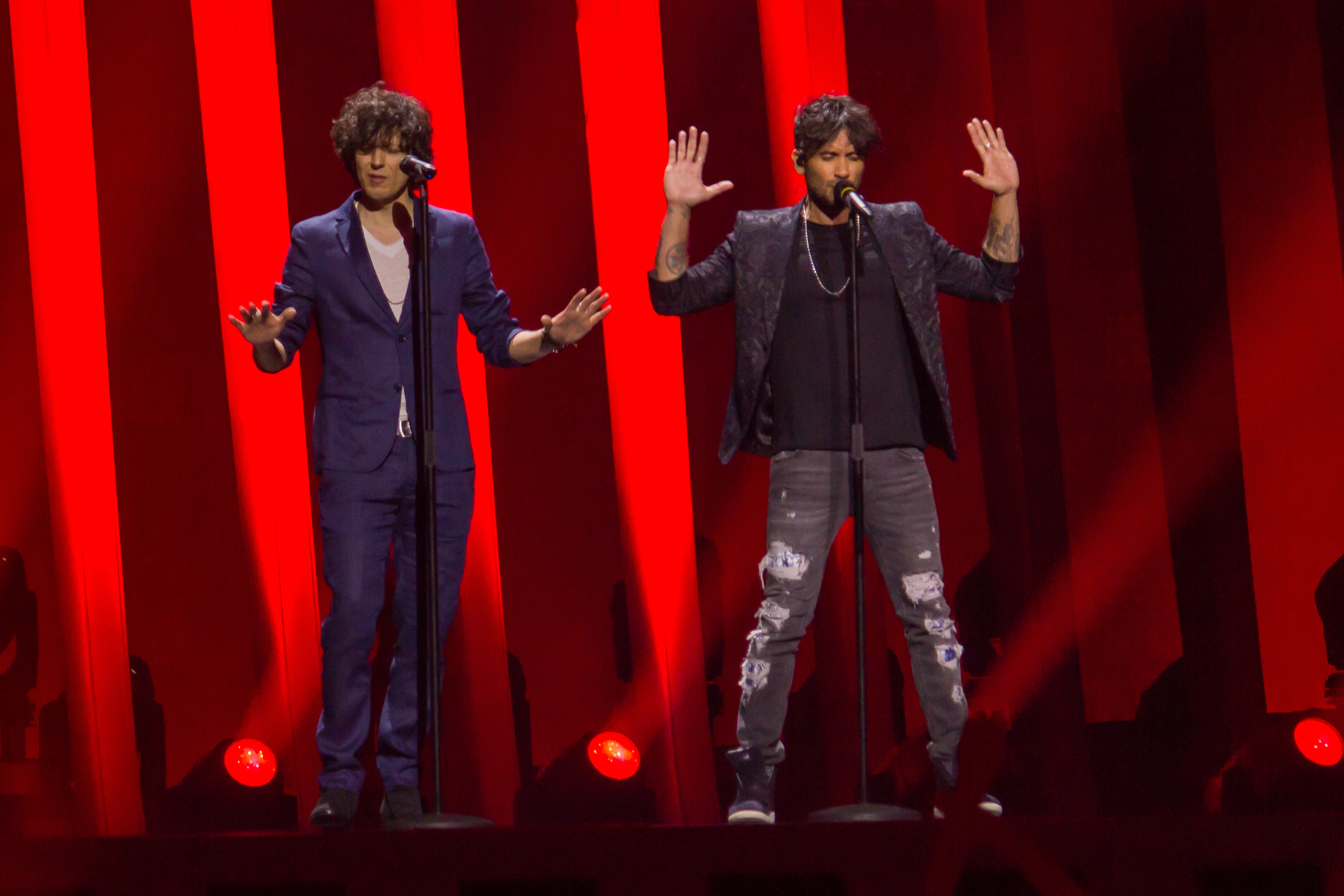
Fabrizio Moro con Ermal Meta durante l'Eurovision Song Contest

Nel 2018 ha vinto il Festival di Sanremo 2018 con il brano Non mi avete fatto niente in coppia con Ermal Meta. Il brano è stato inserito nella prima parte della raccolta Parole rumori e anni, uscita il 9 febbraio 2018.
In qualità d'interprete della canzone vincitrice del Festival, Moro è stato automaticamente designato, insieme a Meta, come rappresentante dell'Italia all'Eurovision Song Contest 2018 a Lisbona, qualificandosi poi in quinta posizione.
Il 20 aprile 2018 pubblica in collaborazione con Ultimo il singolo L'eternità (il mio quartiere), rivisitazione del brano L'eternità di Moro del 2013.
Il 16 giugno 2018 tiene il suo primo concerto allo Stadio Olimpico di Roma, a cui partecipano circa 20 000 spettatori. Tra gli ospiti dell'evento duetta con Ultimo, Fiorella Mannoia ed Ermal Meta.
Il 23 novembre all'interno di Duets Forever - Tutti cantano Cristina esce il suo duetto con Cristina D'Avena del brano I ragazzi della Senna (il tulipano nero).

### Figli di nessuno,Canzoni d'amore nascoste,ritorno a Sanremo e debutto alla regia (2019-presente)
Il 12 aprile 2019 segna il ritorno di Fabrizio Moro con il decimo album Figli di nessuno, anticipato dal singolo Ho bisogno di credere in rotazione radiofonica e sulle piattaforme digitali già dal precedente 15 marzo. Il 7 giugno esce il singolo Figli di nessuno (amianto), rivisitazione dell'omonimo brano appartenente all'ultimo album di inediti, in collaborazione con il rapper Anastasio. Il 30 agosto pubblica Per me come terzo singolo estratto dall'album.
Il 18 ottobre è partito il Figli di nessuno tour dal Palazzo dello Sport di Roma. Inoltre, il 26 ottobre seguente si tiene il primo concerto del cantautore al Mediolanum Forum di Assago; il resto del tour si svolge invece nei teatri delle principali città italiane.
Il 22 maggio 2020 Moro ha pubblicato una nuova versione del singolo del 2008 Il senso di ogni cosa, accompagnato dal relativo video da lui diretto insieme a Alessio De Leonardis. Il 20 novembre è uscita la raccolta Canzoni d'amore nascoste, una selezione di brani incisi, per la maggior parte, nei primi anni di carriera di Moro presentati in veste completamente rinnovata, oltre a due inediti. Contemporaneamente esce in rotazione radiofonica il singolo Melodia di giugno, accompagnato dal relativo video che vede alla regia, per la seconda volta consecutiva, lo stesso Moro insieme ad Alessio De Leonardis. Il 16 febbraio 2021 viene estratto dalla raccolta il singolo Voglio stare con te.
il 3 e il 6 marzo ha preso parte al Festival di Sanremo per la prima volta in qualità di ospite con il brano Pensa.
Nel febbraio 2022 ha preso parte al Festival di Sanremo con il brano Sei tu, con il quale si colloca al 12º posto in classifica e vince il premio Bardotti come miglior testo. Segue l'uscita dell'EP La mia voce e del suo primo film, Ghiaccio, scritto e diretto con Alessio De Leonardis e la cui colonna sonora comprende il brano presentato a Sanremo. Il 13 maggio esce in rotazione radiofonica il secondo estratto dall'EP, Oggi, accompagnato dal relativo video girato nuovamente da Moro e De Leonardis. Il 18 novembre è stato reso disponibile il singolo Senza di te, contenuto nell'EP La mia voce vol. 2.
Nel febbraio 2024 torna al cinema con il suo secondo film, Martedì e venerdì, scritto e diretto insieme ad Alessio De Leonardis, con protagonisti Edoardo Pesce e Rosa Diletta Rossi.
Il 9 maggio esce il singolo Maledetta estate. Nello stesso mese partecipa al concerto di iniziativa benefica Una. Nessuna. Centomila – in Arena per aiutare le donne vittime di violenza.
Il 25 marzo 2025, a quasi un anno di assenza dalla scena musicale, pubblica il singolo Prima di domani, in collaborazione con il rapper romano Il Tre.

## Discografia

### Album in studio
- 2000 – Fabrizio Moro
- 2005 – Ognuno ha quel che si merita
- 2007 – Pensa
- 2008 – Domani
- 2010 – Ancora Barabba
- 2013 – L'inizio
- 2015 – Via delle Girandole 10
- 2017 – Pace
- 2019 – Figli di nessuno

### EP
- 2009 – Barabba
- 2022 – La mia voce
- 2023 – La mia voce vol.2

### Album dal vivo
- 2011 – Atlantico Live

### Raccolte
- 2016 – Il meglio di Fabrizio Moro - Grandi successi
- 2018 – Parole rumori e anni
- 2020 – Canzoni d'amore nascoste

## Televisione
- Sbarre (Rai 2, 2011) - conduttore
- Amici di Maria De Filippi (Canale 5, 2015-2017) - professore di canto

## Filmografia

### Regia

#### Cinema
- Ghiaccio, con Alessio De Leonardis (2022)
- Martedì e venerdì, con Alessio De Leonardis (2024)

#### Video musicali
- Il senso di ogni cosa (2020 Version) (con Alessio De Leonardis) (2020)
- Melodia di giugno (2020 Version) (con Alessio De Leonardis) (2020)
- Sogni di rock 'n' roll (Ligabue) (con Alessio De Leonardis) - cortometraggio (2021)
- Sei tu (con Alessio De Leonardis) (2022)
- Oggi (con Alessio De Leonardis) (2022)
- Senza di te (con Alessio De Leonardis) (2022)

### Sceneggiatore
- Ghiaccio (2022)
- Martedì e venerdì (2024)

## Riconoscimenti
- Ciak d'oro
  - 2022 – Migliore esordio alla regia per Ghiaccio
  - 2022 – Migliore canzone originale per il brano Sei tu
- Fabrique du Cinema Awards
  - 2022 – Migliore canzone originale per il brano Sei tu
- Festival di Sanremo
  - 2007 – Premio della Critica del Festival della canzone italiana "Mia Martini" per il brano Pensa
  - 2019 – Targa nella Strada del Festival di Sanremo in via Matteotti a Sanremo, per il brano Non mi avete fatto niente
  - 2022 – Premio "Sergio Bardotti" per il miglior testo per il brano Sei tu
- Meeting delle etichette indipendenti
  - 2013 – Premio speciale Pivi per il videoclip di Pensa
- Premio Lunezia
  - 2007 – Premio Lunezia per il brano Pensa[28]
  - 2015 – Premio Lunezia per l'album Via delle Girandole 10[29]
  - 2017 – Festival di Sanremo - Miglior testo e videoclip per il testo e per il videoclip del brano Portami via
- Roseto opera prima
  - 2022 – Migliore regista esordiente per Ghiaccio
- Premio Radio & Stampa e Sorrisi e Canzoni TV
  - 2007 – Premio Radio & Stampa e Sorrisi e Canzoni TV per il brano Pensa
- Premio Roma Videoclip
  - 2007 – Premio Roma Videoclip per il brano Pensa
  - 2007 – Premio Roma Videoclip per il brano Parole rumori e giorni
  - 2008 – Premio Roma Videoclip per il brano Eppure mi hai cambiato la vita
  - 2022 – Premio SIAE Roma Videoclip per il brano Sei tu
- Venice Music Awards
  - 2008 – Rivelazione Sanremo 2007/2008
  - 2010 – Solidarietà e Impegno Civile 2010
- Wind Music Awards/SEAT Music Awards
  - 2017 – Premio Singolo di Platino per il brano Portami via
  - 2018 – Premio Disco di Platino per la raccolta Parole rumori e anni
  - 2019 – Premio Live Oro per il Tour 2018